# Maccabi Jérusalem Football Club
Maillots
Le Maccabi Jérusalem Football Club (en hébreu : מועדון כדורגל מכבי ירושלים), plus couramment abrégé en Maccabi Jérusalem, est un ancien club israélien de football fondé en 1911 (puis refondé en 1970) et disparu en 1963 (puis à nouveau dissous en 2005), et basé à Jérusalem, la capitale du pays.

## Historique
Le club est fondé en 1911. Il est le deuxième club à voir le jour en Palestine après le Maccabi Tel-Aviv. Le club disparut une première fois en 1963 avant d'être reformé en 1970, avant de disparaître définitivement en 2005.

## Palmarès
| Compétitions nationales |
| --- |
| - Championnat de Palestine mandataire : - Vice-champion : 1928. - Coupe de Palestine mandataire (1) : - Champion : 1928. - Vice-champion : 1929. |